# Йоханес Фабрициус
Йоханес Фабрициус (на немски: Johannes Fabricius, 8 януари 1587, Рестерхаве, Фризия – 16 март 1616) е холандско-немски астроном. Син на Давид Фабрициус.
Първи (или едновременно, но независимо от Галилео Галилей) открива слънчевите петна, тяхното местене по слънчевия диск и въртенето на Слънцето.

## Биография
Йоханес е роден в Рестерхафе (Източна Фрисландия). Учи в университета в Хелмщет, университета във Витенберг и завършва университета в Лайден през 1611 г. След завършване на университета, той се завръща в Холандия. Йоханес за първи път наблюдава слънчево петно на 27 февруари 1611 г.  Във Витенберг през същата година той публикува резултатите от своите наблюдения. Това е първата публикация по темата за слънчевите петна.
Фабрициус е споменат в романа на Жул Верн „От Земята до Луната“ като човек, който твърди, че е виждал лунните жители през своя телескоп, въпреки че този конкретен факт е само част от измислицата на Верн. Големият кратер Фабрициус в южното полукълбо на Луната е кръстен на баща му Дейвид Фабрициус.
Умира в Мариенхафе на 29-годишна възраст.

## Наследство
През 1895 г. е издигнат паметник в негова чест в двора на църквата в град Остел, където баща му е бил пастор от 1603 до 1616 г.